# Bublava
Bublava (németül: Schwaderbach) község Csehországban a Karlovy Vary-i kerület Sokolovi járásában.

## Története
Első írásos említése 1601-ből származik. A döntő többségben német lakosú település lakosainak száma 1900-ban 3427 volt. A második világháború után 1946-ban német lakosságát a csehszlovák hatóságok Németországba toloncolták, ekkor szinte elnéptelenedett.

## Nevezetességek
- Szűz Mária mennybevételének tiszteletére szentelt temploma
- kápolna
- Olověný vrch (németül Bleiberg, magyarul Ólom-hegy)
- A fasizmus áldozatainak emlékműve

## Népesség
A település népessége az elmúlt években az alábbi módon változott:
| Lakosok száma | 2410 | 3447 | 3695 | 668  | 363  | 344  | 392  | 404  | 362  | 403  |
|               | 1869 | 1900 | 1921 | 1961 | 1980 | 2011 | 2016 | 2019 | 2021 | 2024 |

## Galéria

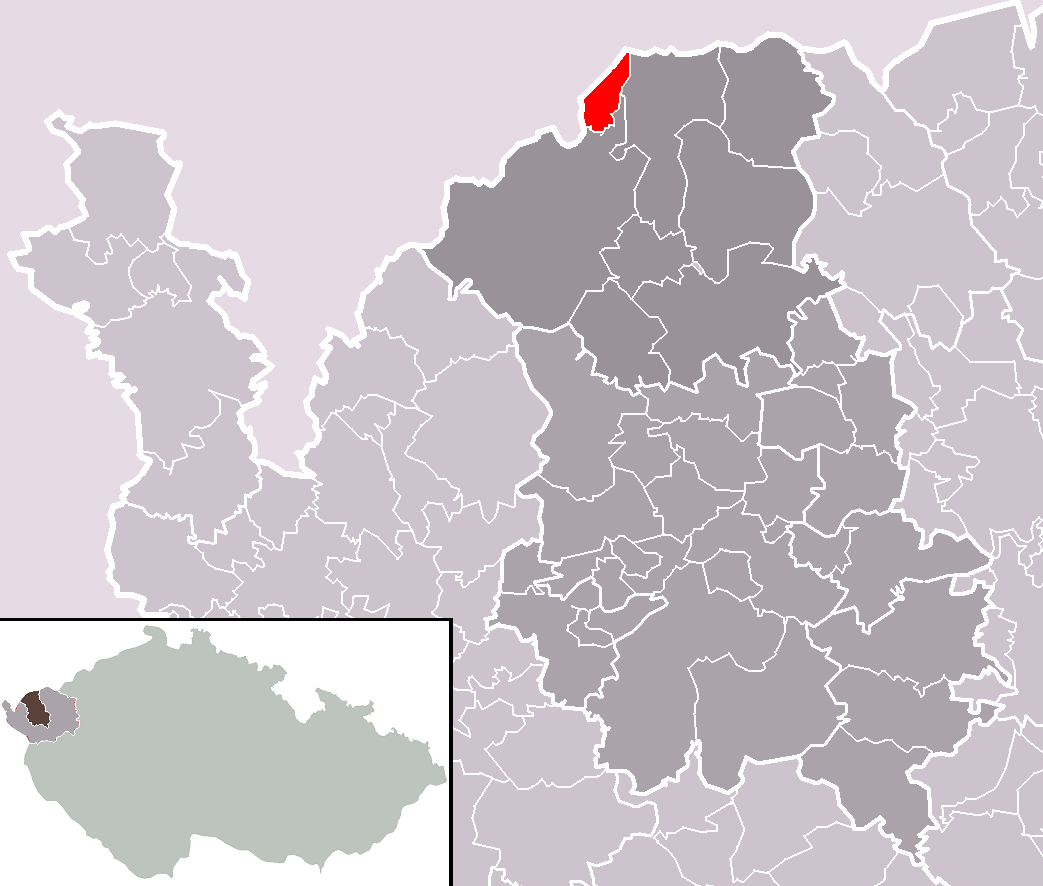
A község közigazgatási területe
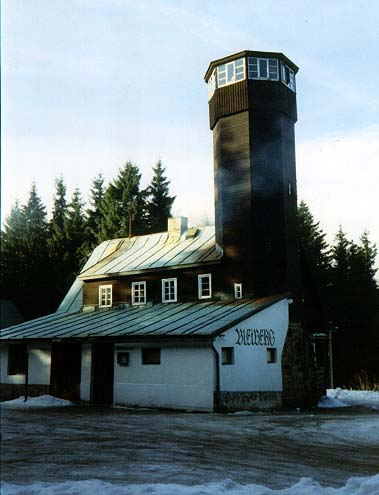
Ólom-hegyi kilátó